# Болтянская, Нателла Савельевна
Нате́лла Саве́льевна Болтя́нская (урождённая Киперман; род. 20 мая 1965, Москва) — российский автор-исполнитель и журналист.

## Биография
Отец — Савелий Львович Киперман (1918—2000), доктор химических наук, профессор, главный научный сотрудник Института органической химии РАН, академик РАЕН (1991), заслуженный деятель науки РФ (1996), лауреат премии им. Д. И. Менделеева. Мать — Нелли Александровна Валуева, редактор-библиограф.
В 1982 году окончила московскую спецшколу №20.
В 1982-1984 годах училась в Московском химико-технологическом институте им. Менделеева по специальности "Промышленная экология", который не окончила.
После ухода из института короткое время работала телефонисткой в телефонной справочной службе "09".
В 1984 году пробовала поступить в Литературный институт, не прошла по конкурсу.
В 1984-1987 годах работала экономистом в Министерстве здравоохранения СССР.
С 1988 - помощник режиссера в Театре им. Рубена Симонова. 
В 1989-1991 годах работала в концертно-гастрольной бригаде с режиссером ЦСДФ Марком Авербухом и  следователем прокуратуры Владимиром Олейником (впоследствии членом Конституционного суда РФ).
В 1993 году была директором Творческой Ассоциации Российских Бардов.
По её словам, пишет песни приблизительно с 14 лет. Играет на шестиструнной гитаре. Песни пишет на свои стихи, за исключением песни на стихи Надежды Мальцевой «Тумбалалайка» (вошла в альбом «Предупреждение»). Ранее (приблизительно до 2002 года) исполняла на концертах песни Михаила Чегодаева и других авторов. Нателла называет трёх поэтов-певцов, которые её сформировали: Галич, Окуджава и Матвеева.
С 1993 по 2022 год была ведущей на радиостанции «Эхо Москвы» вплоть до её закрытия (интервью с гостями, передачи «Бессонница», «Именем Сталина», «Авторская песня», «Народ против», «Особое мнение»). Вела телепрограммы: «Я шагаю по Москве» (канал «Столица», 1997), «На свежую голову» (ТНТ, 2000—2001), «Дата» (ТВЦ, 2002), «Ночные музы» (НТВ, 2003—2004), «Аплодисменты» (ВКТ, 2007). Тесно сотрудничала с «Голосом Америки». С 2007 по 2016 год публиковала статьи в Ежедневном журнале.
Член общественного совета Российского еврейского конгресса. В марте 2014 года подписала обращение против политики российской власти в Крыму.

## Дискография
- 2001 — «Предупреждение»
- 2003 — «Реставрация»
- 2005 — «Спящие»
- 2009 — «Пастушья песня»
- 2017 — «Обыкновенный марш»
- 2019 — «Софья Власьевна»

## Награды
- Премия Московской Хельсинкской группы за развитие традиций защиты прав человека среди молодёжи (2014)[6].

## Публикации
- Голоса : слова из песен. — М. : Рид Медиа, 2013. — 143 с. ISBN 978-5-906096-66-1